# Феоктист Бриєнній
Феоктист Бриєнній (*Θεόκτιστος Βρυέννιος, д/н — після 855) — військовий діяч, дипломат Візантійської імперії. Є першим відомим представником свого роду.

## Життєпис
Походив з провінційної знаті. Про батьків та дату народження нічого невідомо. Просунувся кар'єрними щаблями за Аморейської династії. У 840 році призначається стратегом феми Пелопоннес. Йому було доручено придушити Друге повстання слов'ян на Пелопоннесі. Бриєнній також отримав титул протоспафарія.
Отримавши під своє командування війська кількох прилеглих фем, Феоктист в двох військових походах розгромив і переміг більшу частину повсталих, а гірські племена мілінгів і езеритів (біля хребта Тайгет), які підкорити не зміг, обклав даниною в 60 і 300 номісм відповідно. Цю данину ці племена сплачували щорічно, поки Феоктіст Бриєнній був стратегом.
Після служби на Пелопоннесі (близько 845 року) Феоктіст Бриєнній за дорученням регентші Феодори (при малолітньому імператорі Михайла III) очолив візантійське посольство до болгарського царя Пресіана I, з яким зміг укласти мирний договір, за яким останній погодився не розширювати володіння за рахунок імперії. Цьому сприяли успіхи сербів, союзників візантійців, що відбили наступ болгар.
У 852 році очолив військову кампанію проти слов'янської області Скорти в Аркадії, що охоплювала область від руїн Олімпії до Аркадійської рівнини. Підкорив останніх до 855 року. Водночас племенам дозволено зберегти власну мову та звичаї. Подальша доля Феоктіста Бриєннія невідома.